# Antonov An 178
L'Antonov An-178 (in cirillico Антонов Ан-178) è un aereo da trasporto militare a medio raggio progettato dalla compagnia ucraina Antonov e basato sull'Antonov An-158.

## Storia del progetto

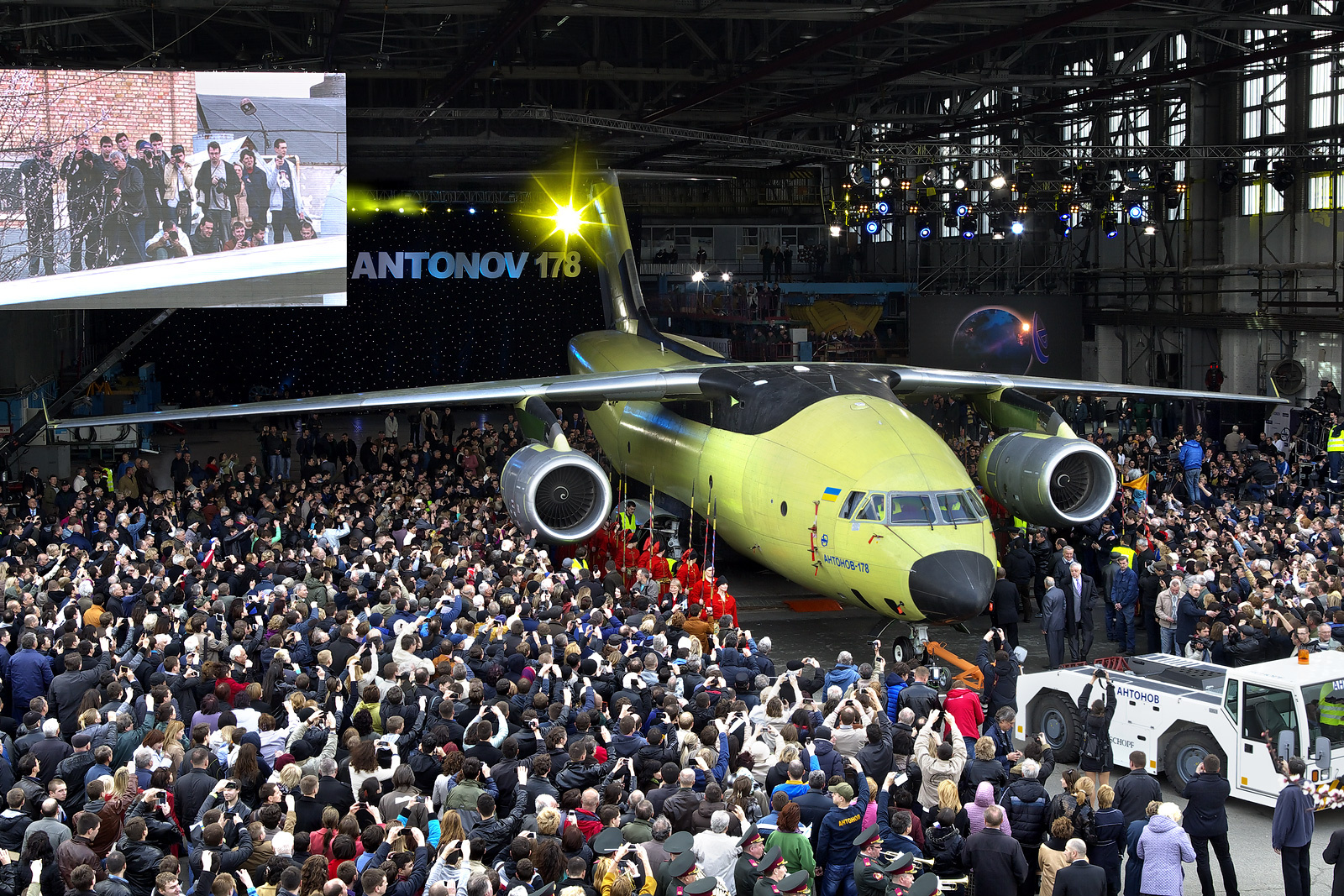
rollout dell'Antonov An-178

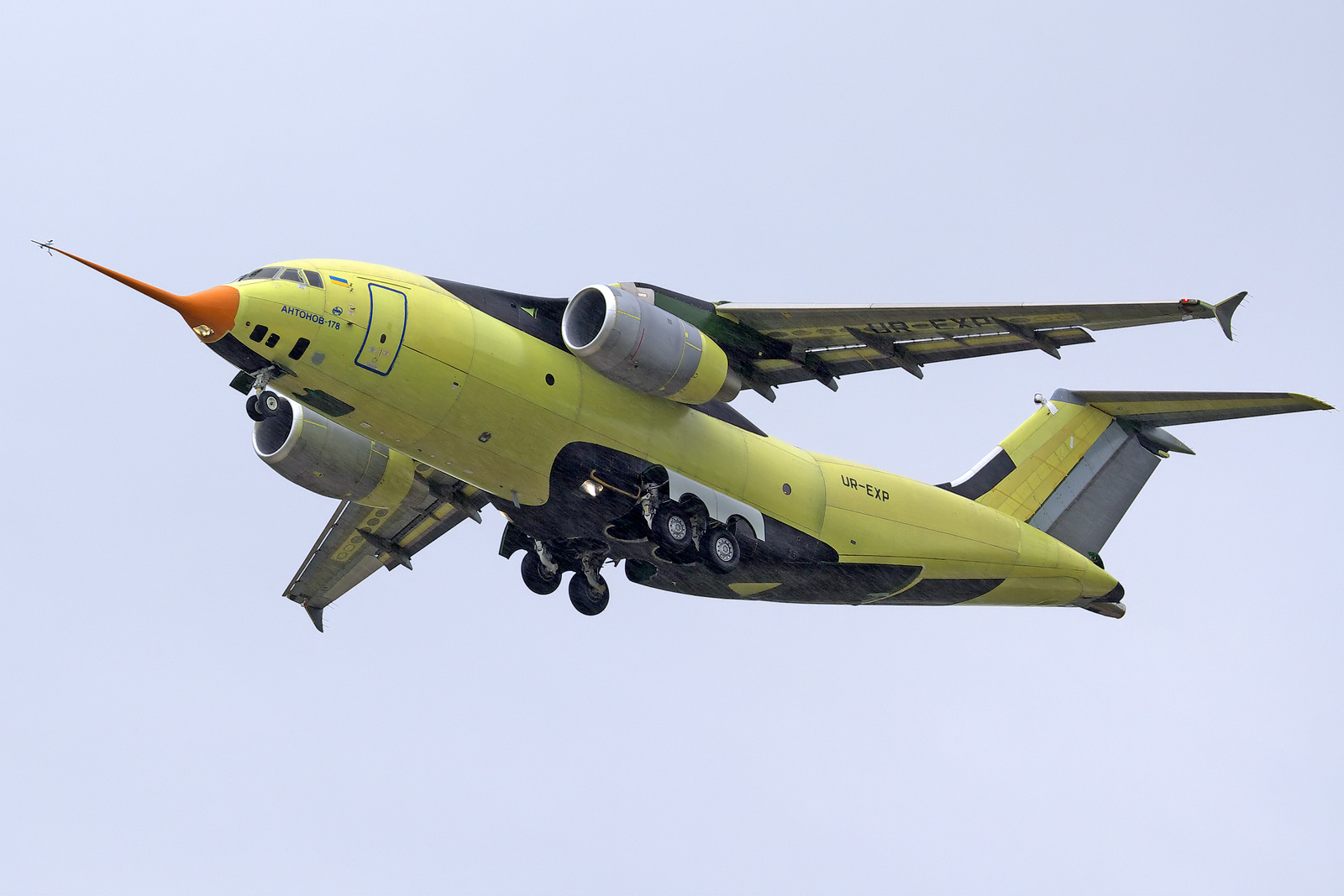
Il prototipo dell'Antonov An-178 in volo

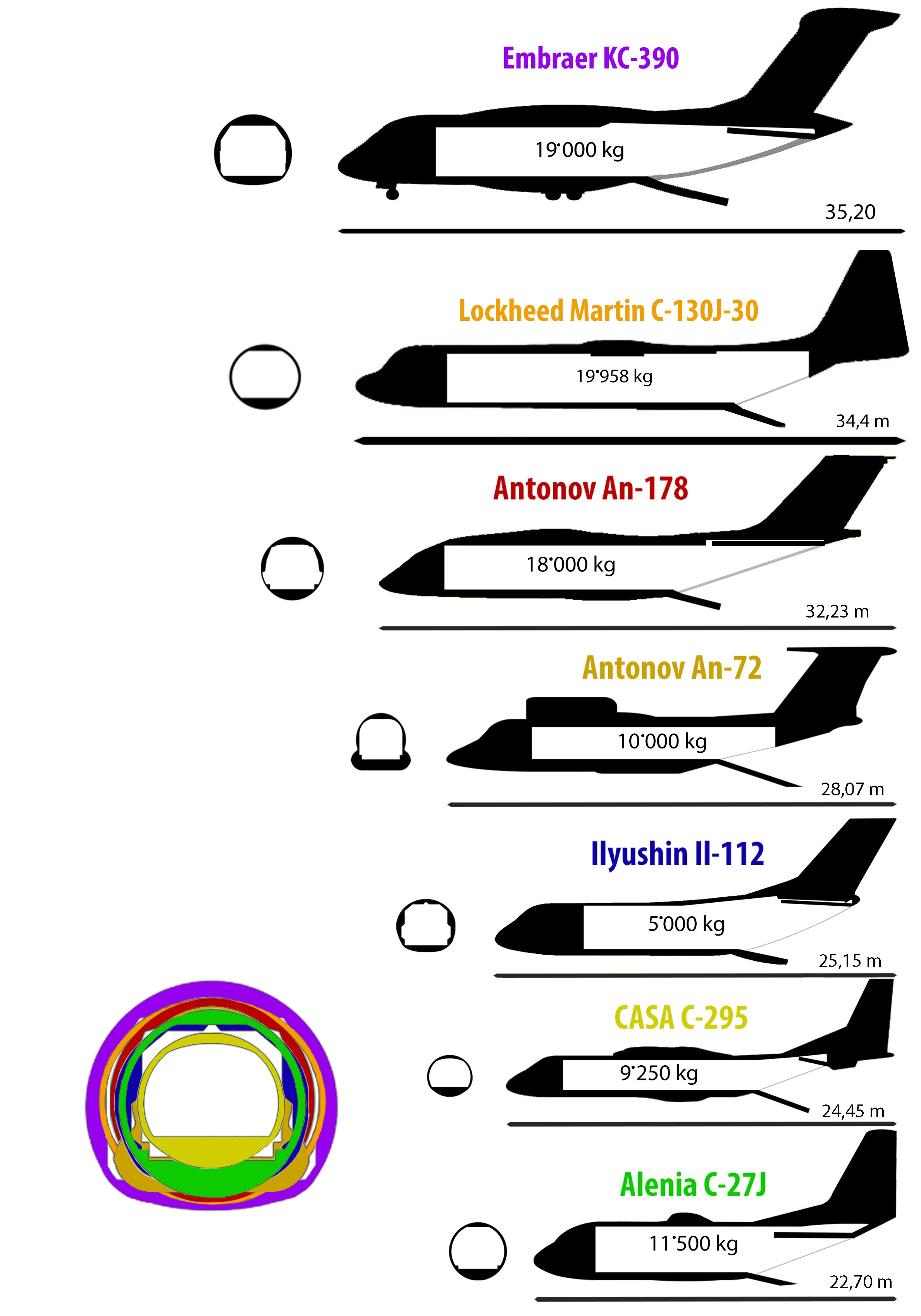
Confronto del An-178 con altri aerei cargo

L'An-178 è un aereo da trasporto ad ala alta moderatamente spazzata, dotato di winglets e impennaggio di coda a T. La cellula è realizzata in leghe di alluminio e materiali compositi, e la fusoliera è semi-monoscocca con sezione circolare. Il carrello di atterraggio retrattile è composto da due carrelli principali dotati ognuno di due ruote in fila, ed un carrello nel muso a doppia ruota. Il sistema di controllo del volo è un sistema dual duplex fly-by-wire, composto da due parti: FCS-A e FCS-B, ognuna delle quali è responsabile di due canali di controllo. Le superfici di controllo del volo includono alettoni vicino alle estremità alari, quattro deflettori, sei aerofreni, timone ed equilibratori, con un sistema di backup del cavo meccanico di emergenza. L'An-178 è spinto da due motori turbofan Progress D-436-148FM, montati su piloni sotto le ali e da un'unità di potenza ausiliaria del tipo TA 18-100.
L'aereo può trasportare 18 tonnellate su distanze di 1 000 km o 10 tonnellate su 4 000 km.
I pannelli esterni dell'ala (winglets comprese), la fusoliera la parte anteriore della fusoliera, cabina di pilotaggio e la gamba della ruota del carrello anteriore sono uguali all'An-158.
La stiva è leggermente allargata e su ogni lato di questa è presente una coppia supplementare di ruote principali.
Il velivolo ha fatto il suo debutto in occidente al salone aereo di Parigi nel 2015.
Il primo volo è avvenuto il 7 maggio 2015.

## Utilizzatori

### Militari
Ucraina
- Viys'kovo-Povitriani Syly Ukrayiny

3 An-178T ordinati il 29 dicembre 2020.
- Guardia nazionale dell'Ucraina

13 esemplari ordinati.